# Varanus zugorum
Il varano di Zug (Varanus zugorum Böhme e Ziegler, 2005) è una specie della famiglia dei Varanidi originaria dell'isola indonesiana di Halmahera. Appartiene al sottogenere Euprepiosaurus.

## Descrizione
V. zugorum presenta una colorazione peculiare, di un grigio-verde oliva uniforme con squame azzurrognole sparse. Il ventre è biancastro; la punta della coda scura. La lingua è di colore azzurro scuro sul davanti, ma si fa più chiara posteriormente; i suoi margini sono biancastri.

## Distribuzione e habitat
L'areale del varano di Zug comprende solamente parte delle foreste pluviali di Halmahera.

## Biologia
Le nozioni inerenti alla biologia di questa specie scoperta piuttosto di recente sono pressoché sconosciute, ma la costituzione snella, il collo lungo e la coda compressa lateralmente fanno ipotizzare uno stile di vita acquatico.